# Cúp bóng đá Nam Mỹ 2024 (Bảng D)
Bảng D của Cúp bóng đá Nam Mỹ 2024 là một trong bốn bảng đấu trong khuôn khổ vòng bảng của giải đấu với sự góp mặt của Brasil, Colombia, Paraguay và Costa Rica. Các trận đấu tại bảng D sẽ diễn ra từ ngày 24 tháng 6 đến ngày 2 tháng 7 năm 2024 tại sáu sân vận động trên khắp Hoa Kỳ.
2 đội đứng đầu bảng đấu sẽ góp mặt tại tứ kết.

## Các đội tuyển
| Vị trí bốc thăm | Đội tuyển  | Nhóm hạt giống | Liên đoàn | Tư cách vượt qua vòng loại | Số lần tham dự | Lần tham dự gần nhất | Thành tích tốt nhất lần trước    | Bảng xếp hạng FIFA | Bảng xếp hạng FIFA |
| Vị trí bốc thăm | Đội tuyển  | Nhóm hạt giống | Liên đoàn | Tư cách vượt qua vòng loại | Số lần tham dự | Lần tham dự gần nhất | Thành tích tốt nhất lần trước    | Tháng 11 năm 2023  | Tháng 6 năm 2024   |
| --------------- | ---------- | -------------- | --------- | -------------------------- | -------------- | -------------------- | -------------------------------- | ------------------ | ------------------ |
| D1              | Brasil     | 1              | CONMEBOL  | Đặc cách tham dự           | 38 lần         | 2021                 | Vô địch (9 lần, gần nhất ở 2019) | 5                  | 4                  |
| D2              | Colombia   | 2              | CONMEBOL  | Đặc cách tham dự           | 24 lần         | 2021                 | Vô địch (2001)                   | 15                 | 12                 |
| D3              | Paraguay   | 3              | CONMEBOL  | Đặc cách tham dự           | 39 lần         | 2021                 | Vô địch (1953 và 1979)           | 53                 | 58                 |
| D4              | Costa Rica | 4              | CONCACAF  | Đội thắng vòng play-off    | 6 lần          | 2016                 | Vòng bảng (2004, 2016)           | 52                 | 52                 |

Ghi chú
1. ↑  Bảng xếp hạng của tháng 11 năm 2023 được áp dụng để xếp các nhóm hạt giống cho lễ buổi bốc thăm.[3][4]
2. 1 2  Vì danh tính của đội tuyển xếp thứ 6 tại CONCACAF Nations League 2023–24 không được tiết lộ trong thời điểm bốc thăm các nhóm hạt giống nên các vị trí trong bảng xếp hạng FIFA không được tính đến và đội nằm ở vị trí này trong lễ bốc thăm sẽ được xếp vào nhóm hạt giống số 4.[5][6]

## Bảng xếp hạng
| VT | Đội        | ST | T | H | B | BT | BB | HS | Đ | Giành quyền tham dự                 |
| -- | ---------- | -- | - | - | - | -- | -- | -- | - | ----------------------------------- |
| 1  | Colombia   | 3  | 2 | 1 | 0 | 6  | 2  | +4 | 7 | Đi tiếp vào vòng đấu loại trực tiếp |
| 2  | Brasil     | 3  | 1 | 2 | 0 | 5  | 2  | +3 | 5 | Đi tiếp vào vòng đấu loại trực tiếp |
| 3  | Costa Rica | 3  | 1 | 1 | 1 | 2  | 4  | −2 | 4 |                                     |
| 4  | Paraguay   | 3  | 0 | 0 | 3 | 3  | 8  | −5 | 0 |                                     |

## Các trận đấu
Các trận đấu đều sẽ diễn ra theo giờ địa phương.

### Colombia vs Paraguay
| Colombia                | 2–1      | Paraguay     |
| ----------------------- | -------- | ------------ |
| - Muñoz 32' - Lerma 42' | Chi tiết | - Enciso 69' |

| Colombia | Paraguay |

| TM               | 12 | Camilo Vargas          |     |       |
| HV               | 21 | Daniel Muñoz           |     |       |
| HV               | 23 | Davinson Sánchez       |     |       |
| HV               | 3  | Jhon Lucumí            |     | 25'   |
| HV               | 17 | Johan Mojica           |     |       |
| TV               | 16 | Jefferson Lerma        | 14' | 68'   |
| TV               | 6  | Richard Ríos           |     |       |
| TV               | 11 | Jhon Arias             |     | 90+2' |
| TV               | 10 | James Rodríguez (c)    |     | 90+1' |
| TV               | 7  | Luis Díaz              |     |       |
| TĐ               | 19 | Rafael Santos Borré    |     | 68'   |
| Thay người:      |    |                        |     |       |
| HV               | 13 | Yerry Mina             |     | 25'   |
| TV               | 15 | Mateus Uribe           |     | 68'   |
| TĐ               | 24 | Jhon Córdoba           |     | 68'   |
| TV               | 20 | Juan Fernando Quintero |     | 90+1' |
| TV               | 5  | Kevin Castaño          |     | 90+2' |
| Huấn luyện viên: |    |                        |     |       |
| Néstor Lorenzo   |    |                        |     |       |

| TM               | 22             | Rodrigo Morínigo    |       |       |
| HV               | 25             | Gustavo Velázquez   | 54'   |       |
| HV               | 5              | Fabián Balbuena (c) |       |       |
| HV               | 3              | Omar Alderete       |       |       |
| HV               | 4              | Matías Espinoza     |       |       |
| TV               | 14             | Andrés Cubas        | 78'   |       |
| TV               | 23             | Mathías Villasanti  |       | 80'   |
| TV               | 26             | Hernesto Caballero  |       | 58'   |
| TĐ               | 10             | Miguel Almirón      |       | 59'   |
| TĐ               | 18             | Alex Arce           |       | 79'   |
| TĐ               | 19             | Julio Enciso        |       | 90+2' |
| Thay người:      |                |                     |       |       |
| TV               | 8              | Damián Bobadilla    |       | 58'   |
| TĐ               | 24             | Ramón Sosa          |       | 59'   |
| TĐ               | 9              | Adam Bareiro        |       | 79'   |
| TĐ               | 11             | Ángel Romero        |       | 80'   |
| TV               | 16             | Matías Rojas        |       | 90+2' |
| Huấn luyện viên: |                |                     |       |       |
| Daniel Garnero   | Daniel Garnero | Daniel Garnero      | 90+4' |       |

| Cầu thủ xuất sắc nhất trận: James Rodriguez (Colombia) Trợ lý trọng tài: Juan Belatti (Argentina) Cristian Navarro (Argentina) Trọng tài bàn: Ivo Méndez (Bolivia) Trọng tài dự phòng: José Antelo (Bolivia) Trợ lý trọng tài video: Silvio Trucco (Argentina) Trợ lý tổ trợ lý trọng tài video: Rodrigo Carvajal (Chile) |

### Brasil vs Costa Rica
| Brasil | 0–0      | Costa Rica |
| ------ | -------- | ---------- |
|        | Chi tiết |            |

| Brasil | Costa Rica |

| TM               | 1  | Alisson             |  |     |
| HV               | 2  | Danilo (c)          |  |     |
| HV               | 3  | Éder Militão 80'    |  |     |
| HV               | 4  | Marquinhos          |  |     |
| HV               | 16 | Guilherme Arana     |  |     |
| TV               | 5  | Bruno Guimarães     |  |     |
| TV               | 15 | João Gomes 83'      |  |     |
| TV               | 8  | Lucas Paquetá       |  |     |
| TĐ               | 11 | Raphinha 69'        |  |     |
| TĐ               | 10 | Rodrygo             |  |     |
| TĐ               | 7  | Vinícius Júnior 70' |  |     |
| Thay người:      |    |                     |  |     |
| TĐ               | 9  | Endrick             |  | 69' |
| TĐ               | 20 | Sávio               |  | 70' |
| TĐ               | 22 | Gabriel Martinelli  |  | 83' |
| Huấn luyện viên: |    |                     |  |     |
| Néstor Lorenzo   |    |                     |  |     |

| TM               | 23 | Patrick Sequeira        |  |       |
| HV               | 3  | Jeyland Mitchell        |  |       |
| HV               | 4  | Juan Pablo Vargas       |  |       |
| HV               | 15 | Francisco Calvo (c) 54' |  |       |
| HV               | 22 | Haxzel Quirós           |  |       |
| HV               | 11 | Ariel Lassiter 90+2'    |  |       |
| TV               | 13 | Jefferson Brenes 63'    |  |       |
| TV               | 14 | Orlando Galo            |  |       |
| TV               | 10 | Brandon Aguilera 90+2'  |  |       |
| TĐ               | 9  | Manfred Ugalde 58' 64'  |  |       |
| TĐ               | 21 | Álvaro Zamora 69'       |  |       |
| Thay người:      |    |                         |  |       |
| TV               | 16 | Alejandro Bran          |  | 63'   |
| TĐ               | 17 | Warren Madrigal         |  | 64'   |
| TĐ               | 12 | Joel Campbell           |  | 69'   |
| HV               | 8  | Joseph Mora             |  | 90+2' |
| HV               | 2  | Gerald Taylor           |  | 90+2' |
| Huấn luyện viên: |    |                         |  |       |
| Daniel Garnero   |    |                         |  |       |

| Cầu thủ xuất sắc nhất trận: Patrick Sequeira (Costa Rica) Trợ lý trọng tài: Alberto Morin (México) Marco Bisguerra (México) Trọng tài bàn: Alexis Herrera (Venezuela) Trọng tài dự phòng: Alberto Ponte (Venezuela) Trợ lý trọng tài video: Guillermo Pacheco (México) Trợ lý tổ trợ lý trọng tài video: Erik Miranda (México) |

### Colombia vs Costa Rica
| Colombia                                       | 3–0      | Costa Rica |
| ---------------------------------------------- | -------- | ---------- |
| - Díaz 31' (ph.đ.) - Sánchez 59' - Córdoba 62' | Chi tiết |            |

| Colombia | Costa Rica |

| TM               | 12 | Camilo Vargas       |     |     |
| HV               | 21 | Daniel Muñoz        |     |     |
| HV               | 23 | Davinson Sánchez    |     |     |
| HV               | 2  | Carlos Cuesta       |     |     |
| HV               | 17 | Johan Mojica        |     |     |
| TV               | 16 | Jefferson Lerma     |     | 71' |
| TV               | 6  | Richard Ríos        | 41' | 46' |
| TV               | 11 | Jhon Arias          |     |     |
| TV               | 10 | James Rodríguez (c) |     | 71' |
| TV               | 7  | Luis Díaz           |     | 77' |
| TĐ               | 24 | Jhon Córdoba        | 64' | 77' |
| Thay người:      |    |                     |     |     |
| TV               | 15 | Mateus Uribe        |     | 46' |
| TV               | 5  | Kevin Castaño       |     | 71' |
| TV               | 22 | Yáser Asprilla      |     | 71' |
| TĐ               | 19 | Rafael Santos Borré |     | 77' |
| TV               | 14 | Jhon Durán          |     | 77' |
| Huấn luyện viên: |    |                     |     |     |
| Néstor Lorenzo   |    |                     |     |     |

| TM               | 22 | Patrick Sequeira    |     |     |
| HV               | 3  | Jeyland Mitchell    |     |     |
| HV               | 4  | Juan Pablo Vargas   |     |     |
| HV               | 15 | Francisco Calvo (c) |     |     |
| TV               | 22 | Haxzel Quirós       |     |     |
| TV               | 14 | Orlando Galo        |     |     |
| TV               | 10 | Brandon Aguilera    |     | 66' |
| TV               | 11 | Ariel Lassiter      |     | 46' |
| TV               | 17 | Warren Madrigal     |     | 83' |
| TV               | 9  | Manfred Ugalde      | 17' | 46' |
| TĐ               | 21 | Álvaro Zamora       |     | 66' |
| Thay người:      |    |                     |     |     |
| HV               | 8  | Joseph Mora         |     | 46' |
| TĐ               | 12 | Joel Campbell       |     | 46' |
| TV               | 13 | Jefferson Brenes    |     | 66' |
| TV               | 20 | Josimar Alcócer     |     | 66' |
| TĐ               | 24 | Andy Rojas          |     | 83' |
| Huấn luyện viên: |    |                     |     |     |
| Gustavo Alfaro   |    |                     |     |     |

| Cầu thủ xuất sắc nhất trận: Luis Díaz (Colombia) Trợ lý trọng tài: Martin Soppi (Uruguay) Pablo Llarena (Uruguay) Trọng tài bàn: Augusto Aragón (Ecuador) Trọng tài dự phòng: Ricardo Baren (Ecuador) Trợ lý trọng tài video: Héctor Paletta (Argentina) Trợ lý tổ trợ lý trọng tài video: Cristhian Ferreyra (Uruguay) |

### Paraguay vs Brasil
| Paraguay       | 1–4      | Brasil                                                  |
| -------------- | -------- | ------------------------------------------------------- |
| - Alderete 48' | Chi tiết | - Vinícius 35', 45+5' - Sávio 43' - Paquetá 65' (ph.đ.) |

| Paraguay | Brasil |

| TM               | 22 | Rodrigo Morínigo         |       |     |
| HV               | 25 | Gustavo Velázquez        |       |     |
| HV               | 5  | Fabián Balbuena (c)      | 45+3' |     |
| HV               | 3  | Omar Alderete            |       |     |
| HV               | 4  | Matías Espinoza          |       | 73' |
| TV               | 8  | Damián Bobadilla         |       | 84' |
| TV               | 23 | Mathías Villasanti       |       |     |
| TV               | 14 | Andrés Cubas             | 81'   |     |
| TĐ               | 10 | Miguel Almirón           |       | 78' |
| TĐ               | 18 | Alex Arce                |       | 73' |
| TĐ               | 19 | Julio Enciso             |       | 72' |
| Thay người:      |    |                          |       |     |
| TV               | 17 | Alejandro Romero Gamarra |       | 72' |
| HV               | 13 | Néstor Giménez           |       | 73' |
| TĐ               | 9  | Adam Bareiro             |       | 73' |
| TĐ               | 24 | Ramón Sosa               |       | 78' |
| TV               | 26 | Hernesto Caballero       | 90+3' | 84' |
| Huấn luyện viên: |    |                          |       |     |
| Daniel Garnero   |    |                          |       |     |

| TM               | 1  | Alisson           |       |     |
| HV               | 2  | Danilo (c)        |       |     |
| HV               | 3  | Éder Militão      |       | 87' |
| HV               | 4  | Marquinhos        |       |     |
| HV               | 6  | Wendell           | 45+3' |     |
| TV               | 5  | Bruno Guimarães   |       | 72' |
| TV               | 15 | João Gomes        |       |     |
| TV               | 20 | Sávio             |       | 72' |
| TV               | 8  | Lucas Paquetá     | 70'   | 79' |
| TV               | 7  | Vinícius Júnior   | 83'   |     |
| TĐ               | 10 | Rodrygo           |       | 79' |
| Thay người:      |    |                   |       |     |
| TĐ               | 11 | Raphinha          |       | 72' |
| TV               | 18 | Douglas Luiz      |       | 72' |
| TĐ               | 9  | Endrick           |       | 79' |
| TV               | 19 | Andreas Pereira   |       | 79' |
| HV               | 14 | Gabriel Magalhães |       | 87' |
| Huấn luyện viên: |    |                   |       |     |
| Dorival Júnior   |    |                   |       |     |

| Cầu thủ xuất sắc nhất trận: Vinicius Junior (Brasil) Trợ lý trọng tài: Claudio Urrutia (Chile) Miguel Rocha (Chile) Trọng tài bàn: Maurizio Mariani (Ý) Trọng tài dự phòng: Daniele Bindoni (Ý) Trợ lý trọng tài video: Juan Lara (Chile) Trợ lý tổ trợ lý trọng tài video: Edson Cisternas (Chile) |

### Brasil vs Colombia
| Brasil         | 1–1      | Colombia      |
| -------------- | -------- | ------------- |
| - Raphinha 12' | Chi tiết | - Muñoz 45+2' |

| Brazil | Colombia |

| TM               | 1  | Alisson         |     |     |
| HV               | 2  | Danilo (c)      |     |     |
| HV               | 3  | Éder Militão    |     |     |
| HV               | 4  | Marquinhos      |     |     |
| HV               | 6  | Wendell         |     | 86' |
| TV               | 5  | Bruno Guimarães | 73' | 86' |
| TV               | 15 | João Gomes      | 27' | 73' |
| TV               | 11 | Raphinha        |     |     |
| TV               | 8  | Lucas Paquetá   |     | 46' |
| TV               | 7  | Vinícius Júnior | 7'  |     |
| TĐ               | 10 | Rodrygo         |     | 73' |
| Thay người:      |    |                 |     |     |
| TV               | 19 | Andreas Pereira |     | 46' |
| TV               | 24 | Éderson         |     | 73' |
| TĐ               | 20 | Savio           |     | 73' |
| TĐ               | 9  | Endrick         |     | 86' |
| TV               | 18 | Douglas Luiz    |     | 86' |
| Huấn luyện viên: |    |                 |     |     |
| Dorival Júnior   |    |                 |     |     |

| TM               | 12 | Camilo Vargas       |     |     |
| HV               | 21 | Daniel Muñoz        |     |     |
| HV               | 23 | Davinson Sánchez    |     |     |
| HV               | 2  | Carlos Cuesta       |     |     |
| HV               | 26 | Deiver Machado      | 25' | 46' |
| TV               | 6  | Richard Ríos        |     | 76' |
| TV               | 16 | Jefferson Lerma     | 27' |     |
| TV               | 11 | Jhon Arias          |     |     |
| TĐ               | 10 | James Rodríguez (c) |     | 81' |
| TĐ               | 24 | Jhon Córdoba        |     | 76' |
| TĐ               | 7  | Luis Díaz           |     | 89' |
| Thay người:      |    |                     |     |     |
| HV               | 17 | Johan Mojica        |     | 46' |
| TĐ               | 19 | Rafael Borré        |     | 76' |
| TV               | 15 | Mateus Uribe        |     | 76' |
| TV               | 8  | Jorge Carrascal     |     | 81' |
| TV               | 18 | Luis Sinisterra     |     | 89' |
| Huấn luyện viên: |    |                     |     |     |
| Néstor Lorenzo   |    |                     |     |     |

| Cầu thủ xuất sắc nhất trận: James Rodriguez (Colombia) Trợ lý trọng tài: Jorge Urrego (Venezuela) Alberto Ponte (Venezuela) Trọng tài bàn: Augusto Aragón (Ecuador) Trọng tài dự phòng: Christian Lescano (Ecuador) Trợ lý trọng tài video: Mauro Vigliano (Argentina) Trợ lý tổ trợ lý trọng tài video: Jonny Bossio (Peru) |

### Costa Rica vs Paraguay
| Costa Rica              | 2–1      | Paraguay   |
| ----------------------- | -------- | ---------- |
| - Calvo 3' - Alcócer 7' | Chi tiết | - Sosa 55' |

| Costa Rica | Paraguay |

| TM               | 23 | Patrick Sequeira    |     |     |
| HV               | 3  | Jeyland Mitchell    |     |     |
| HV               | 4  | Juan Pablo Vargas   |     |     |
| HV               | 15 | Francisco Calvo (c) |     |     |
| TV               | 2  | Gerald Taylor       |     |     |
| TV               | 14 | Orlando Galo        | 82' |     |
| TV               | 13 | Jefferson Brenes    |     | 78' |
| TV               | 8  | Joseph Mora         |     | 88' |
| TV               | 12 | Joel Campbell       |     | 68' |
| TĐ               | 17 | Warren Madrigal     |     | 78' |
| TĐ               | 20 | Josimar Alcócer     | 16' | 68' |
| Thay người:      |    |                     |     |     |
| TV               | 21 | Álvaro Zamora       |     | 68' |
| TV               | 10 | Brandon Aguilera    |     | 68' |
| TĐ               | 7  | Anthony Contreras   | 85' | 78' |
| TV               | 16 | Alejandro Bran      |     | 78' |
| HV               | 6  | Julio Cascante      |     | 88' |
| Huấn luyện viên: |    |                     |     |     |
| Gustavo Alfaro   |    |                     |     |     |

| TM               | 22 | Rodrigo Morínigo    |     |     |
| HV               | 25 | Gustavo Velázquez   |     | 74' |
| HV               | 5  | Fabián Balbuena (c) |     |     |
| HV               | 3  | Omar Alderete       | 28' |     |
| HV               | 13 | Néstor Giménez      |     |     |
| TV               | 8  | Damián Bobadilla    |     | 83' |
| TV               | 23 | Mathías Villasanti  |     | 74' |
| TV               | 10 | Miguel Almirón      | 34' | 46' |
| TV               | 19 | Julio Enciso        |     |     |
| TV               | 24 | Ramón Sosa          | 48' |     |
| TĐ               | 9  | Adam Bareiro        |     | 46' |
| Thay người:      |    |                     |     |     |
| TV               | 11 | Ángel Romero        |     | 46' |
| TV               | 26 | Hernesto Caballero  |     | 46' |
| HV               | 2  | Iván Ramírez        |     | 74' |
| TV               | 17 | Kaku                |     | 74' |
| TĐ               | 7  | Derlis González     |     | 83' |
| Huấn luyện viên: |    |                     |     |     |
| Daniel Garnero   |    |                     |     |     |

| Cầu thủ xuất sắc nhất trận: Josimar Alcócer (Costa Rica) Trợ lý trọng tài: Facundo Rodríguez (Argentina) Maximiliano Del Yesso (Argentina) Trọng tài bàn: Ivo Méndez (Bolivia) Trọng tài dự phòng: Edwar Saavedra (Bolivia) Trợ lý trọng tài video: Leodán González (Uruguay) Trợ lý tổ trợ lý trọng tài video: Carlos López (Venezuela) |